# Zuid Spaarndammerpolder
De Zuid Spaarndammerpolder is een van de vanaf 1872 drooggemaakte IJpolders ten zuiden van het Noordzeekanaal. De polder is gelegen ten oosten van Zijkanaal B en ten westen van Zijkanaal C en ten noorden van Spaarndam. In de oostelijke hoek ligt polder Buitenhuizen.
Tot eind 20e eeuw had de polder een agrarisch karakter. Tegenwoordig is de gehele polder ingericht tot het deelgebied Buitenhuizen van het Recreatiegebied Spaarnwoude.
Aan de noordoostkant van de polder loopt langs de kanaal dijk de Amsterdamseweg (N202). De polder wordt aan de zuidkant doorsneden door de A9.